# Abdullah Faraj
Abdullah Faraj (Arabic:عبد الله فرج) (sinh ngày 27 tháng 9 năm 1986) là một cầu thủ bóng đá người Các Tiểu vương quốc Ả Rập Thống nhất. Hiện tại anh thi đấu cho Al-Fujairah.